# Trichosphaerium
A Trichosphaerium az Amoebozoa egyik nemzetsége életciklusa során különös morfológiai átalakulásokkal méret és alak tekintetében is. Héjuk lehet, mely lehet fedett vagy fedetlen. A Microcoryciidae rokona, melybe más héjas amőbák tartoznak az Amoebozoa Corycidia kládján belül.
Alapvető fontossága van a szénciklusban.

## Történet
Eredetileg a likacsosházúakhoz és a Testacealobosába is sorolták kalcittartalmú héja miatt, azonban előbbiekkel szemben több lebenyes állába van. Elsőként felfedezett faja a T. sieboldi Schneider 1878. Ezután további két egyértelműen ide sorolt faját fedezték fel, ezek a T. micrum Angell 1975 és a T. platyxyrum Angell 1976.
1993-ban a Rhizopodába helyezte Thomas Cavalier-Smith.
2015-ben Ruggiero et al. a Lobosa altörzs Discosea osztálya Flabellinia alosztályába, 2017-ben Cavalier-Smith létrehozta a Trichosea főrendet, melynek egyetlen rendje a Trichosida. 2019-ben Adl et al. a Tubulinea Corycidia kládjába helyezték.

## Morfológia
Az Amoebozoa többi csoportjától többpórusú héj és speciális nem mozgó álláb (daktilopódium) különíti el, mely ujj alakú érzékelő szerkezet. Morfológiája, viselkedése és életciklusa a többi fajtól jelentősen eltér. Kevéssé ismert életciklusa során jelentős alak- és méretváltozásokon megy keresztül: 10 μm-ről gyorsan akár több mint 1 mm-ig nőhet, és szabad szemmel is láthatóvá válhat. Oly változó morfotípusokat mutathat, hogy más amőbafajokkal könnyen összetéveszthető.
Nagy több sejtmagvú amőba, vastag héja kalcitspiculákból áll.

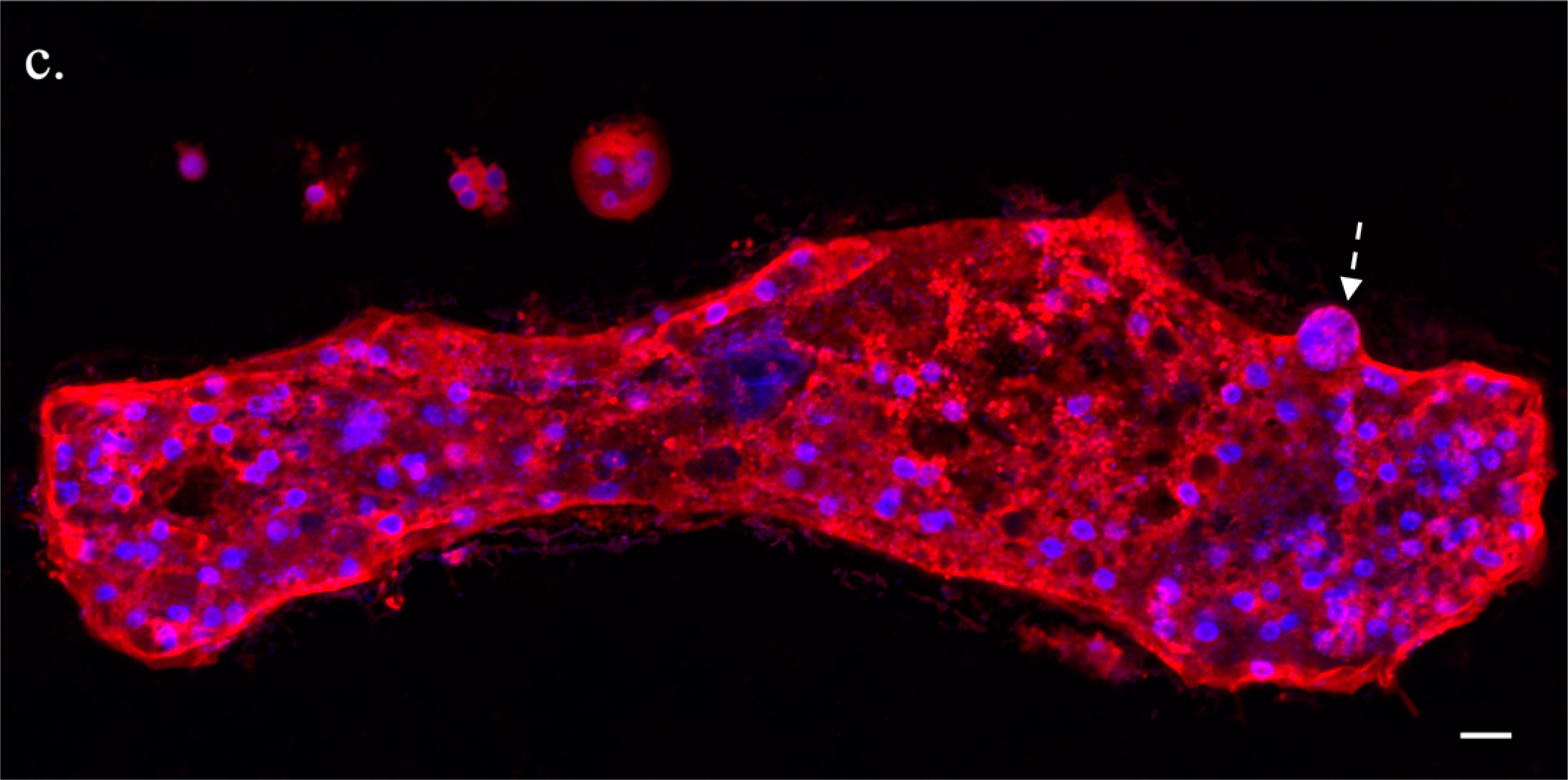
A Trichosphaerium sejtmembránjának (vörös) és DNS-ének (kék) immun-citokémiai festése különböző amőbaméretekkel. Egy nagy sejt nagy poliploid sejtmaggal rendelkezik (nyíl). A vonal 10 μm-t jelent.

Vitatott beszámolókban két trofozoita állapot váltakozásáról írnak életciklusa során: az egyik a rugalmas spiculákkal fedett héjú szkizonta, a másik a rugalmasabb fedetlen héjú gamonta. Fritz Schaudinn 1899-es tanulmányai szerint a gamonta ostoros ivarsejteket termel, melyek zigótává egyesülnek, majd szkizontát hoznak létre. Bár mindkét morfotípust megfigyelték, és laboratóriumi kultúrákban tartották, az évtizedek során nem találtak újból nemzedékváltakozást, tovább bonyolítva ezen amőbák viselkedését.

## Élőhely
Tengeri amőba.

## Ökológia
Alapvetően heterotróf, de AM-I-7 faja egy Symbiodinium-fajjal laboratóriumban indukált szimbiózisban élhet, együtt akár 2 évig is élhetnek. A szénciklusban fontos szerepe lehet, mivel a hínársejtfalak kibocsátotta anyagot emészti.

## Rendszertan

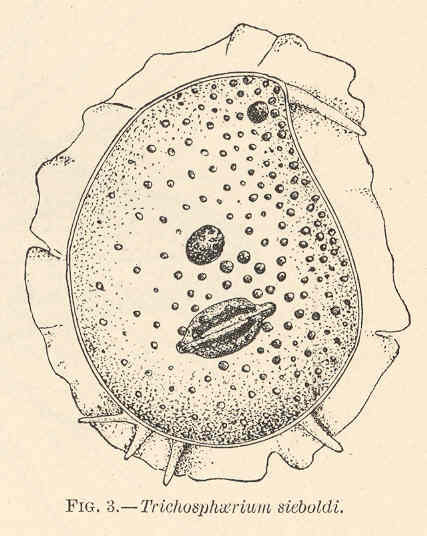
Trichosphaerium sieboldi illusztrációja

A Trichosphaerium a Trichosphaeriidae (más néven Trichosidae) és a Trichosida egyetlen nemzetsége. Filogenetikai helyzete vitatott volt, de 2017-től a tanulmányok a Tubulineába, azon belül a filogenomikai alapon megállapított, a Tubulineában bazális Corycidiába helyezik a Microcoryciidae mellé.

### Szinonimák
2016-ban Thomas Cavalier-Smith leírta az Atrichosa nemzetséget egy leírtalan Trichosphaerium-fajhoz, leírva, hogy ennek típustörzse  18S rDNS alapján nem a Trichosphaeriumhoz tartozik, hanem különálló, de hasonló és közeli rokon élőlény. Ezt azonban az eukarióta osztályozás 2019-es változata nem fogadta el, ahol az Atrichosa a Trichosphaerium újabb szinonimája, „amíg az ellenkezője be nem bizonyosodik”. Egy másik nemzetség, a Pontifex feltehetően szintén szinonimája, de ez bizonytalan.

### Fajok
A nemzetségnek 4 faját írták le elsősorban a héjat fedő spiculák morfológiája alapján.
- Atrichosa algivora Cavalier-Smith 2016: az egyetlen genetikailag szekvenált Trichosphaerium-kultúrából (ATCC 40318) eredő faj.[1] Nincs önálló Atrichosa nemzetségként elfogadva, sem formálisan visszaegyesítve a Trichosphaeriumba.[6]
- Trichosphaerium micrum R. W. Angell 1975[2]
- Trichosphaerium platyxyrum R. W. Angell 1976[3][3]
- Trichosphaerium sieboldi Schneider 1878

## Szénhidrogénbontás
Hosszú láncú halogénezett szénhidrogéneket használhatnak egyes fajai szénforrásként, melyeket oxidatív dehalogénezéssel a megfelelő zsírsavvá alakíthatnak.

## Fordítás
Ez a szócikk részben vagy egészben  a   Trichosphaerium című angol Wikipédia-szócikk ezen változatának fordításán alapul.  Az eredeti cikk szerkesztőit annak laptörténete sorolja fel. Ez a jelzés csupán a megfogalmazás eredetét és a szerzői jogokat jelzi, nem szolgál a cikkben szereplő információk forrásmegjelöléseként.